# Trình đa phương tiện

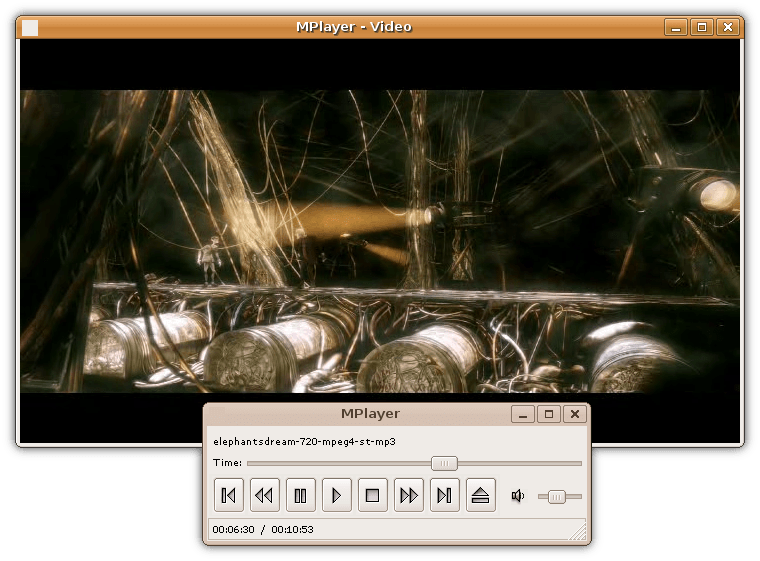
MPlayer, một trình đa phương tiện đa nền tảng

Trình đa phương tiện (tiếng Anh: Media player) là một thuật ngữ đặc thù để chỉ những phần mềm máy tính có chức năng thực thi các tập tin đa phương tiện. Hầu hết các trình đa phương tiện đều hỗ trợ một số các định dạng tập tin media, trong đó có cả các tập tin audio (âm thanh số) và video (hình ảnh số).
Một số trình đa phương tiện lại chỉ tập trung vào các định dạng âm thanh (audio) hoặc video, và được gọi tương ứng với đó là trình audio (audio player) và trình video (video player). Những nhà sản xuất ra các trình ứng dụng này thường chú trọng vào việc cung cấp cho người dùng những trải nghiệm tốt nhất về các định dạng mà họ tập trung hướng đến.
Trình đa phương tiện quen thuộc với nhiều người dùng nhất là Windows Media Player được tích hợp sẵn trên Microsoft Windows. Hiện phiên bản mới nhất của ứng dụng này là Windows Media Player 11, được tích hợp cùng với Windows Vista, và cũng có thể tải về cài và sử dụng trên Windows XP SP2. Người dùng Mac OS X có thể dùng Quicktime Player để xem các định dạng Quicktime và iTunes để thực thi nhiều định dạng media khác nhau. Winamp là trình đa phương tiện chỉ chạy trên Windows xong hỗ trợ cả Apple iPod và nhiều thiết bị di động như Creative's Zen hay chơi audio và video. Với các bản phân phối của Linux, cũng có một số lượng đa dạng các trình đa phương tiện như VLC, MPlayer, xine, hay Totem.

## Phần mềm
Danh sách một số phần mềm đa phương tiện.
| Các phần mềm Media Player | Các phần mềm Media Player | Các phần mềm Media Player | Các phần mềm Media Player                                     | Các phần mềm Media Player | Các phần mềm Media Player |
| Tên                       | Audio                     | Video                     | Hệ điều hành                                                  | Bản quyền                 | Nhà phát triển            |
| ------------------------- | ------------------------- | ------------------------- | ------------------------------------------------------------- | ------------------------- | ------------------------- |
| 1by1                      | Green tick                | Red X                     | Windows                                                       | thương mại                |                           |
| AIMP                      | Green tick                | Red X                     | Windows                                                       | thương mại                |                           |
| AlbumPlayer               | Green tick                | Red X                     | Windows                                                       | thương mại                |                           |
| ALLPlayer                 | Green tick                | Green tick                | Windows                                                       | thương mại                |                           |
| Amarok                    | Green tick                | Red X                     | Linux/UNIX (KDE), Windows (testing, QT/KDE dependent)         | GPL                       |                           |
| aTunes                    | Green tick                | Red X                     | Windows, Linux, Solaris                                       | GPL                       |                           |
| Bearshare                 | Green tick                | Red X                     | Windows                                                       | thương mại                |                           |
| broadPlayer               | Green tick                | Green tick                | Web based - works in modern browsers                          | sở hữu                    |                           |
| BS.Player                 | Green tick                | Green tick                | Windows                                                       | thương mại                |                           |
| Chroma                    | Red X                     | Green tick                | Mac                                                           | thương mại                |                           |
| cmus                      | Green tick                | Red X                     | POSIX-compatible                                              | GPL                       |                           |
| FLV-Media Player          | Green tick                | Green tick                | Windows                                                       | sở hữu (miễn phí)         |                           |
| Foobar2000                | Green tick                | Red X                     | Windows                                                       | thương mại                |                           |
| GOM player                | Green tick                | Green tick                | Windows                                                       | thương mại                |                           |
| Kantaris                  | Green tick                | Green tick                | Windows                                                       | GPL / LGPL                |                           |
| KMPlayer                  | Green tick                | Green tick                | Linux, Mac, Windows                                           | GPL                       |                           |
| LoomTV 1.0                | Green tick                | Green tick                | Mac, Windows                                                  | sở hữu (miễn phí)         |                           |
| iMesh                     | Green tick                | Green tick                | Mac, Windows                                                  | thương mại                |                           |
| iTunes                    | Green tick                | Green tick                | Mac, Windows                                                  | thương mại                |                           |
| jetAudio                  | Green tick                | Green tick                | Windows                                                       | miễn phí (bản basic)      | Cowon America             |
| J. River Media Center     | Green tick                | Green tick                | Windows                                                       | thương mại                |                           |
| MediaMonkey               | Green tick                | Red X                     | Windows                                                       | thương mại                |                           |
| Media Player Classic      | Green tick                | Green tick                | Windows                                                       | GPL                       |                           |
| MPlayer                   | Green tick                | Green tick                | POSIX-compatible, Mac OS X, Windows, AmigaOS, MorphOS         | GPL                       |                           |
| MusicMatch Jukebox        | Green tick                | Red X                     | Windows                                                       | thương mại                |                           |
| Napster                   | Green tick                | Red X                     | Windows                                                       | thương mại                |                           |
| Narrowstep Player         | Green tick                | Green tick                | Tất cả                                                        | thương mại                |                           |
| Oregan Media Browser      | Green tick                | Green tick                | Tất cả                                                        | thương mại                |                           |
| PowerDVD                  | Red X                     | Green tick                | Windows                                                       | thương mại                | CyberLink                 |
| QuickTime                 | Green tick                | Green tick                | Mac OS X, Windows                                             | thương mại                | Apple                     |
| QuuxPlayer                | Green tick                | Red X                     | Windows                                                       | thương mại                |                           |
| RealPlayer                | Green tick                | Green tick                | Linux, Windows, Mac OS X, Windows Mobile, Palm OS, Symbian OS | thương mại                |                           |
| Ruckus Player             | Green tick                | Green tick                | Windows                                                       | thương mại                |                           |
| SongBird                  | Green tick                | Green tick                | Windows, Mac, Linux                                           | thương mại                |                           |
| Spider Player             | Green tick                | Red X                     | Windows                                                       | thương mại                |                           |
| The KMPlayer              | Green tick                | Green tick                | Windows                                                       | thương mại                |                           |
| Tronme                    | Green tick                | Green tick                | Windows                                                       | thương mại                |                           |
| ViewOn.tv Media Player    | Green tick                | Green tick                | Windows                                                       | thương mại                |                           |
| VLC Media Player          | Green tick                | Green tick                | Linux/Unix, Windows, Mac OS X, BeOS, BSD                      | GPL                       |                           |
| Winamp                    | Green tick                | Green tick                | WindowsBản mẫu:Ref num                                        | thương mại                |                           |
| Windows Media Player      | Green tick                | Green tick                | Windows, Mac OS X, Windows Mobile                             | thương mại                | Microsoft                 |
| WinDVD                    | Red X                     | Green tick                | Windows                                                       | thương mại                | InterVideo                |
| XBMC (XBox Media Center)  | Green tick                | Green tick                | Xbox game-console, Windows (partial port to Win32)            | GPL / LGPL                |                           |
| xine                      | Green tick                | Green tick                | Linux, FreeBSD, Solaris, IRIX, Mac OS X                       | GPL                       |                           |
| XMMS                      | Green tick                | Red X                     | POSIX-compatible                                              | GPL                       |                           |
| Yahoo! Music Jukebox      | Green tick                | Red X                     | Windows                                                       | thương mại                |                           |
| Zinf                      | Green tick                | Red X                     | Linux, Windows                                                | GPL                       |                           |
| Zoom Player               | Green tick                | Green tick                | Windows                                                       | thương mại                |                           |
| Tên                       | Audio                     | Video                     | Hệ điều hành                                                  | Bản quyền                 | Nhà phát triển            |

Nhiều trình đa phương tiện sử dụng các thư viện (Library). Các thư viện này được thiết kế nhằm giúp người dùng tổ chức và phân mục các tập tin đa phương tiện của họ vào các mục có cùng đặc điểm như thể loại, năm, tác giả, bình chọn.... Những ví dụ về các trình có thư viện media là Winamp, Windows Media Player, iTunes, RealPlayer, Amarok hay ALLPlayer....